# Electroosmosi
En electroquímica i en botànica de les plantes vasculars, l'electroosmosi és un fenomen consistent en el pas de líquid polaritzat a través d'una membrana o qualsevol altra estructura porosa sota la influència d'un camp elèctric. L'electroosmosi va ser descrita per primer cop el 1809 per Ferdinand Friedrich Reuß i ha tingut una aplicació creixent en el camp dels microfuids.